# Tour della nazionale maschile di rugby a 15 della Francia 1971
Nel 1971 la Francia si reca come ormai tradizione in tour in Sud Africa.  Porta a casa solo un pareggio nei due test match

## Risultati
| Arbitro: | J.Malan |

| |            | |
| mete: Muller, Viljoen trasf.: McCallum 2 c.p.: McCallum 3 Drop: Visagie | Marcatori  | mete: Trillo c.p.: Berot 2 |
| 15 Ian McCallum 14 Syd Nomis, 11 Gert Muller 13 Peter Cronje, 12 Joggie Jansen 10 Piet Visagie, 9 Joggie Viljoen 8 T.Bedford, 7 Jan Ellis, 6 P, Greyling 5 John Williams, 4 Frik du Preez 3 H. Marais (c), 2 P. van Wyk, 1 S. Sauermann Non entrati : Tonie Roux, Dirkie de Vos Tiny Neethling, Robbie Barnard | Formazioni | 15 Alain Marot 14 Roger Bourgarel, 11 Jack Cantoni 13 Jean Trillo (c), 12 Jo Maso 10 Jean-Louis Berot, 9 Michel Pebeyre 8 Benoit Dauga, 7 W. Spanghero, 6 P. Biemouret 5 Alain Esteve, 4 Claude Spanghero 3 JL Azarete, 2 M. Yachvili, 1.J.Iracabal Non entrati : Christian Swierczinski, Georges Pardies Jean-Claude Skrela, Claude Dourthe |

| Arbitro: | W.Malan |

| |            | |
| mete: Cronje trasf.: McCallum Drop: Visagie | Marcatori  | mete: Bertranne trasf.: Berot Drop: Cantoni |
| 15 Ian McCallum 14 Syd Nomis, 11 Gert Muller 13 Peter Cronje, 12 Joggie Jansen 10 Piet Visagie, 9 Joggie Viljoen 8 T. Bedford, 7 Jan Ellis, 6 P. Greyling 5 John Williams, 4 Frik du Preez 3 H. Marais (c), 2 P. van Wyk, 1 S. Sauermann Non entrati : Tonie Roux, Dirkie de Vos Tiny Neethling, Robbie Barnard | Formazioni | 15 Jack Cantoni 14 Roger Bourgarel, 11 Roland Bertranne 13 Jean Trillo, 12 Jo Maso 10 Jean-Louis Berot, 9 Michel Pebeyre 8 B. Dauga (c), 7 JC Skrela, 6 P. Biemouret 5 JP Pierre Bastiat, 4 Claude Spanghero 3 JL Azarete, 2 M. Yachvili, 1 J. Iracabal Non entrati : Claude Dourthe, Christian Swierczinski Michel Lasserre, Georges Pardies |